# Place Hubert-Monmarché
La place Hubert-Monmarché est une voie située dans le quartier Saint-Lambert dans le 15e arrondissement de Paris.

## Situation et accès
La place Hubert-Monmarché est desservie à proximité par la ligne 12 à la station Vaugirard.

## Origine du nom
Cette place porte le nom de l'ancien maire d'arrondissement, de 1946 à 1975, Hubert Monmarché (1913-1975), en raison de sa localisation devant la mairie.

## Historique
Cette place reçoit son toponyme le 15 septembre 1982.

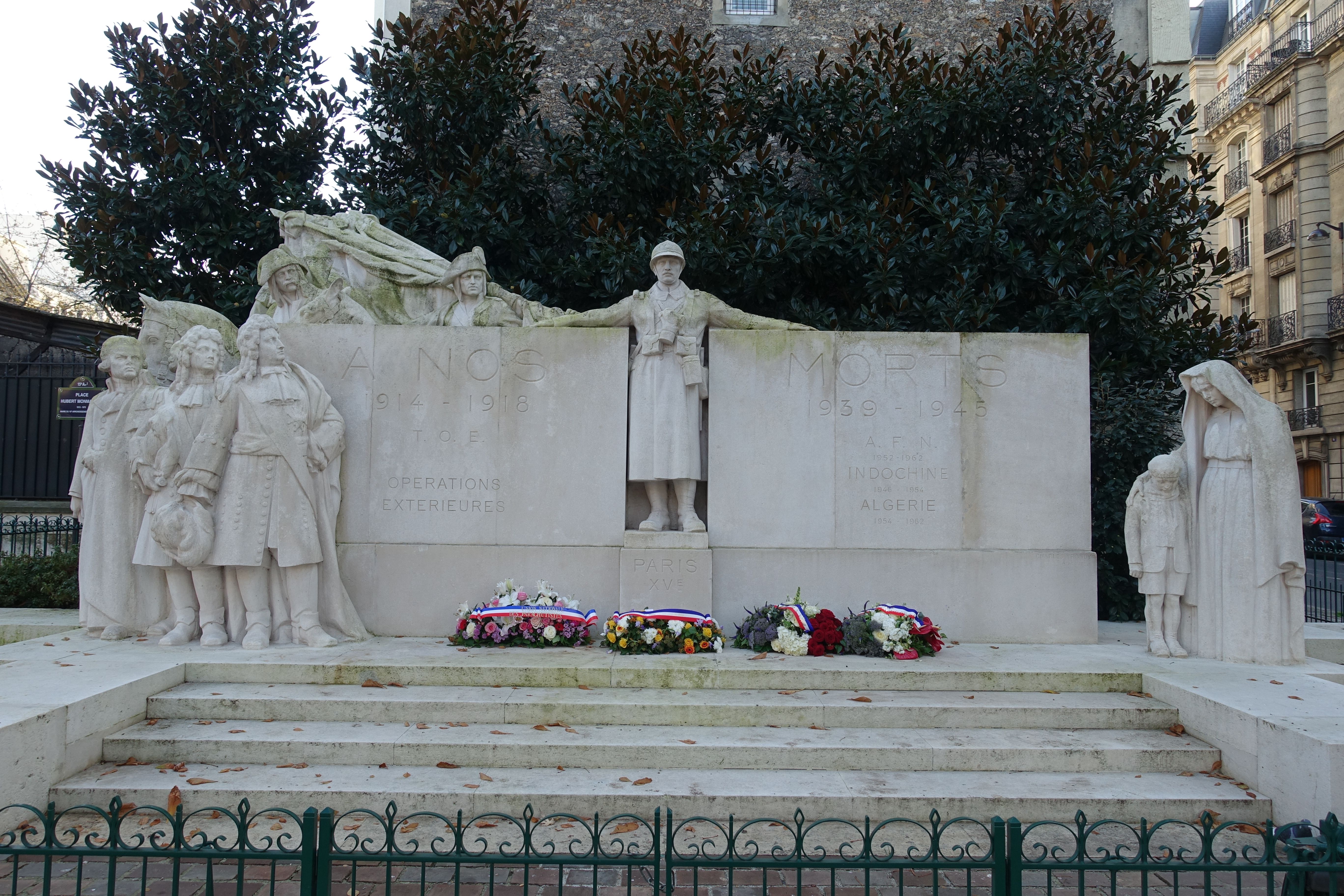
Monument aux morts.